# Eshtabraq
Eshtabraq (tiếng Ả Rập: اشتبرق) là một ngôi làng Syria nằm ở Jisr al-Shughur Nahiyah ở huyện Jisr al-Shughur, Idlib. Theo Cục Thống kê Trung ương Syria (CBS), Eshtabraq có dân số 1187 trong cuộc điều tra dân số năm 2004.
Vào ngày 25 tháng 4 năm 2015, sau khi Jabhat al-Nusra và các đồng minh Hồi giáo trong " Đội quân chinh phạt " bắt giữ Jisr al-Shughour, họ đã tấn công làng Alawite Eshtabraq và thực hiện một vụ thảm sát bằng cách giết chết hơn 200 người.